# Hervé Villechaize
Hervé Jean-Pierre Villechaize (París, 23 de abril de 1943-Hollywood, 4 de septiembre de 1993) fue un actor francés. Falleció el 4 de septiembre de 1993 a causa de un suicidio  

## Biografía
Nacido en París durante la ocupación nazi el 23 de abril de 1943, sus padres fueron la inglesa Evelyn (Recchionni) y André Villechaize, un médico cirujano de Toulon. El más pequeño de cuatro hijos, Villechaize nació con enanismo relacionado con un trastorno endocrinológico. A los tres años, le fueron diagnosticados problemas agudos de tiroides. Su padre, que era cirujano, trató de efectuarle diversos tratamientos quirúrgicos en diferentes instituciones con infructuosos resultados, dejando su altura definitiva en 122 cm, por lo que Villechaize padeció enanismo. Durante su infancia, sufrió de abuso infantil por parte de sus compañeros de colegio. Encontró consuelo con la pintura. Rechazó eufemismos y solicitaba ser identificado como un «enano» en vez de una «persona pequeña».
En 1959, a los dieciséis años, ingreso a École des Beaux-Arts para estudiar arte. En 1961 fue el artista más joven en mostrar su trabajo en el Museo de París. En 1964 y con veintiún años, abandonó Francia para dirigirse a Estados Unidos, estableciéndose en la sección bohemia de Nueva York aprendiendo el inglés viendo la televisión. Participó como actor en varias producciones. Su mayor éxito tuvo lugar con El hombre de la pistola de oro (1974), mítica película de la serie de 007, donde interpretó a Nick Nack. Del mismo modo, trabajó en La isla de la fantasía (1978-1984), con Ricardo Montalban, donde interpretó el personaje de Tattoo. Los productores tuvieron problemas con Villechaize debido a conductas impropias con sus parejas femeninas y por sentir de Villechaize que su presencia vitalizaba la serie sin ser apropiadamente retribuido, por lo que fue despedido. En España se hizo muy popular en 1988 gracias a las imitaciones del entonces presidente del Gobierno, Felipe González, en el programa Viaje con nosotros, de Javier Gurruchaga.

### Vida personal
En 1972, contrajo matrimonio con Anne Sadowski, de quien se divorció en 1979. En 1980, se casó con Donna Camile Hagen, una actriz de segundo orden que participó en la grabación de algunos episodios de la serie, de la cual se separaría prontamente en 1982.
En los años noventa, tuvo problemas de salud respiratoria a causa del escaso tamaño de sus pulmones, se volvió alcohólico y sufrió periodos depresivos graves. Su novia de entonces era Kathy Self.

### Fallecimiento
Hervé Villechaize se suicidó en Hollywood, Los Ángeles, California, el 4 de septiembre de 1993, a los 50 años de edad; momentos antes redactó una nota explicando por qué había llegado a esa decisión.

3 Sep 93

Debo hacer lo correcto. Desde los seis años de edad sabía que no había lugar para mí. Quién creería que mi (ilegible) mejor amiga no llamaría a mi madre para contestar a los Q’s. Espero que ella no se moleste. Todavía estoy vivo. Sepan por favor que Kathy tiene el derecho que le confieren las leyes sobre mi salud, y mis pertenencias pertenecen a Kathy incluyendo los derechos sobre mis obras, películas y escritos, etc. Te amo demasiado, eso es tan solo uno de mis problemas. ¡Mamá! Mis hermanos y tú no existen en mi corazón, vosotros no os preocupasteis nunca, sino solo de vosotros mismos desde 1955, ¿¿¿recordáis??? Kathy lo hizo lo mejor que pudo. Vosotros no. De manera que ella se lo merece todo. 
Esto se enciende para un pedacito…

No puedo fallar con una bala dum dum – ¡Ha! ¡Ha! Nunca nadie supo mi dolor —durante 40 años— o más. Tengo que hacer esto fuera, da menos lío.
Transcripción de la nota

Se filmó una película sobre su vida en 2018 titulada My dinner with Hervé, con el actor Peter Dinklage interpretando el papel basado en una entrevista realizada por Sacha Gervasi.